# Dywergencja rozwoju
Dywergencja rozwoju – różnokierunkowe kształtowanie się w rozwoju filogenetycznym tych samych narządów lub większych części ciała spokrewnionych gatunków. Przyczyną tego zjawiska są odmienne adaptacje wynikające z różnych warunków środowiskowych.